# Тес (сомон)
Тес (монг. Тэс) — сомон Завханського аймаку, Монголія. Територія 8721 км², населення 4,4 тис. Центр сомону Зур розташований на відстані 800 км від Улан-Батора, 230 км. від міста Уліастай.

## Соціальна сфера
Є школа, лікарня, сфера обслуговування.
.